# 3,4-二氯-1,2,5-噻二唑
3,4-二氯-1,2,5-噻二唑是一种杂环有机物，化学式为Cl
2C
2N
2S。它是无色液体，可由氰和二氯化二硫反应制得。它也可通过氨基乙腈反应得到。
它是平面分子，氯很容易被氨取代，得到对应的噻二唑二胺：
Cl
2C
2N
2S + 4 NH
3   →   (H
2N)
2C
2N
2S  +  2 NH
4Cl